# Grand Prix Australii 2017
Grand Prix Australii 2017 (oficjalnie 2017 Formula 1 Rolex Australian Grand Prix) – pierwsza eliminacja Mistrzostw Świata Formuły 1 w sezonie 2017. Grand Prix odbyło się w dniach 24–26 marca 2017 roku na torze Albert Park Circuit w Melbourne.
Był to pierwszy od Grand Prix Brazylii 2013 wyścig, po którym prowadzenie w klasyfikacji kierowców objął zawodnik spoza zespołu Mercedes oraz pierwsza od Grand Prix Australii 2014 runda, po której Mercedes nie był na czele klasyfikacji konstruktorów.

## Tło
Wyścig o Grand Prix Australii stał przede wszystkim pod znakiem nowych przepisów technicznych, które wchodziły w życie z początkiem sezonu 2017. Przedsezonowe sesje testowe nie pozwoliły jednoznacznie stwierdzić, który zespół przybędzie do Melbourne w roli faworyta, a typowani do walki o czołowe lokaty zawodnicy skutecznie unikali presji pretendenta, określając swoich rywali mianem lepiej przygotowanych do sezonu. Wyścig ten był też pierwszą inauguracyjną rundą sezonu Formuły 1 od 1994 roku, w której udziału nie wziął broniący tytułu mistrz świata. Triumfator sezonu 2016, Nico Rosberg, ogłosił zakończenie swojej kariery kierowcy wyścigowego kilka dni po wywalczeniu mistrzostwa w kończącym sezon wyścigu o Grand Prix Abu Zabi. Na jego miejsce w ekipie Mercedes AMG Petronas zatrudniony został Valtteri Bottas.

## Treningi

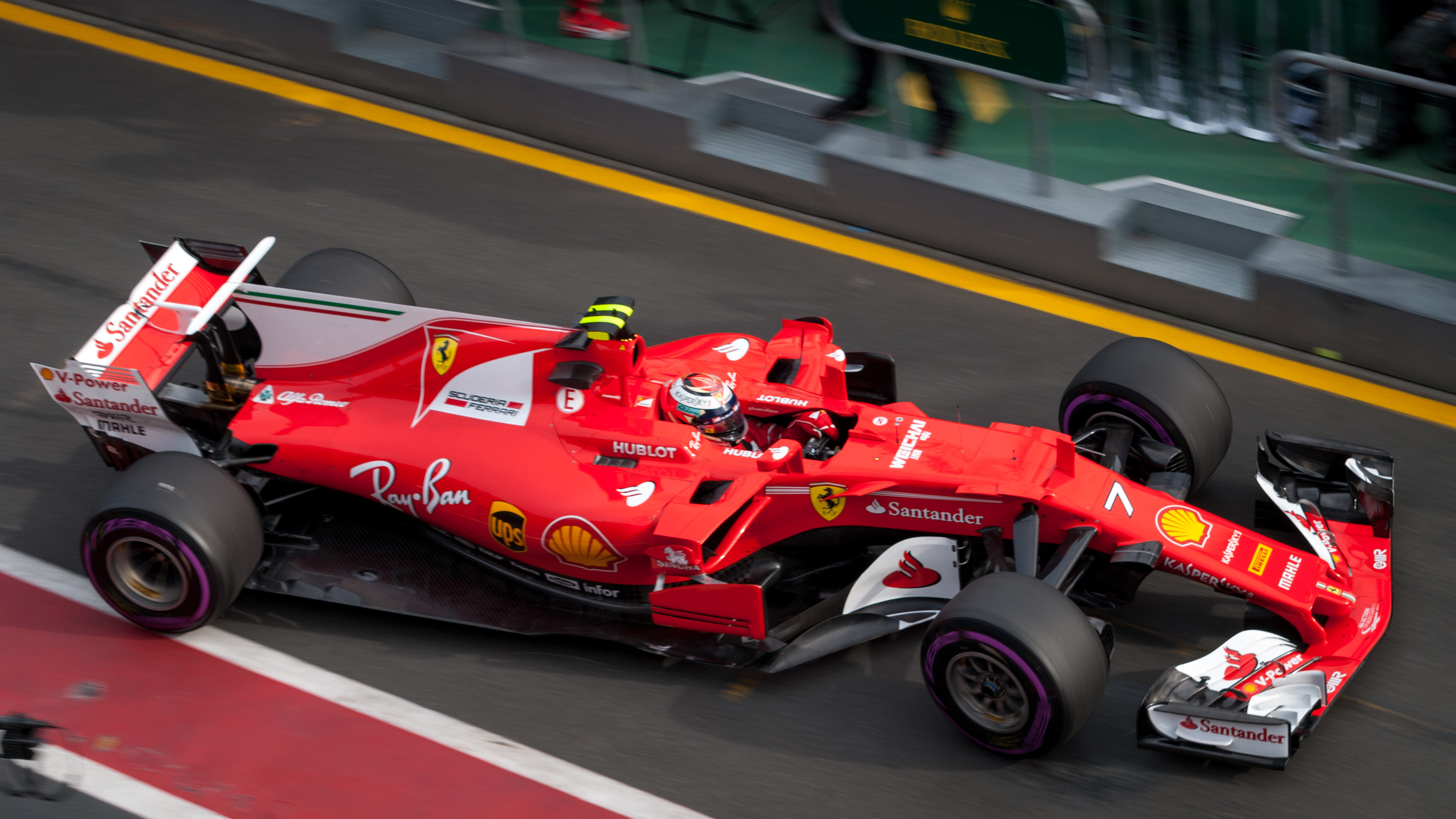
Kimi Räikkönen podczas Grand Prix Australii 2017

Pierwsza sesja treningowa – pomimo braku ogólnego zapoznania kierowców w kwestii nowych maszyn i ogumienia – zakończyła się bez znaczących kolizji czy awarii, co pozwoliło większości zawodników pokonać sporą liczbę okrążeń i dobrze rozpocząć przygotowania do reszty wyścigowego weekendu. W głównej mierze zatem, uwaga obserwatorów skupiona była na poczynaniach ekip Ferrari i Mercedesa, które miały być zwiastunem nadchodzących wydarzeń podczas kolejnych sesji na torze Albert Park. Ostateczne wyniki porannego treningu nieco ostudziły oczekiwania widzów względem włoskiego zespołu, którego kierowcy uplasowali się dopiero na 5. i 6. miejscu, tracąc ponad sekundę do najlepszego czasu Lewisa Hamiltona, a także nieoczekiwanie przegrywając z duetem teamu Red Bull Racing. Istotnym faktem była również diametralna poprawa tempa nowych samochodów w porównaniu z modelami z sezonu 2016 – autor najlepszego czasu okrążenia poprawił najszybszy rezultat pierwszego treningu sprzed dwunastu miesięcy o ponad 5,5 sekundy – uzyskując wynik 1:24.220.
Popołudniowa piątkowa sesja poza kolejnymi poprawami wyników jednego okrążenia, obfitowała także w wiele nieoczekiwanych zdarzeń na torze. Sędziowie zmuszeni byli tym samym nie tylko wprowadzić strefę wirtualnej neutralizacji, ale w jednym przypadku wywiesić nawet czerwoną flagę, chwilowo wstrzymując trening. Autorem najbardziej spektakularnego incydentu był kierowca Renault, Jolyon Palmer, który na godzinę przed końcem piątkowych zajęć roztrzaskał swój samochód, najpierw tracąc nad nim kontrolę na wyjściu na prostą startową, a następnie uderzając tyłem pojazdu w okalającą tor barierę z opon. Kilka minut później na skutek awarii na torze zatrzymać musiał się także Brazylijczyk Felipe Massa, a w ostatnich minutach treningu poza tor wypadł także Marcus Ericsson, który nie zdołał wydobyć swojego samochodu ze żwirowego pobocza. Pogoda ponownie nie zakłóciła przygotowań do wyścigu, a najlepszy czas wykręcił Lewis Hamilton (1:23,620) pokonując 34 okrążenia i wyprzedzając drugiego w tabeli Sebastiana Vettela o ponad pół sekundy.
Na kilka godzin przed rozpoczęciem ostatniej sesji treningowej na torze Albert Park, zespół Sauber F1 Team ogłosił, że Pascal Wehrlein zostanie zastąpiony na pozostałą część weekendu przez Antonio Giovinazziego, kierowcę rezerwowego ekipy Ferrari. Powodem rezygnacji niemieckiego kierowcy z dalszego udziału w Grand Prix Australii była jego niedyspozycja związana z efektami kontuzji, której doznał podczas styczniowego wyścigu Race of Champions. Najlepszy czas porannej sobotniej sesji uzyskał Sebastian Vettel, którego samochód zdawał się zyskiwać na konkurencyjności z każdą chwilą spędzoną na torze. Niemiec uzyskał rekordowy czas 1:23,380, co było wówczas najlepszym wynikiem, jaki kiedykolwiek został uzyskany na torze w Melbourne. Dalsze miejsca należały do kierowców Mercedesa, których strata oscylowała w granicach 0,5 sekundy różnicy względem najlepszego rezultatu. Pod koniec treningu debiutant Lance Stroll zaliczył kontakt z barierą w zakręcie 11., co poskutkowało początkowo zawieszeniem sesji, jednak w związku z przedłużającymi się pracami służb porządkowych sędziowie zdecydowali się nie wznawiać zajęć przed upływem regulaminowych 60 minut. Sytuacja ta ponownie zaciemniła nieco realny obraz sił w stawce, pozbawiając kierowców kluczowych ostatnich minut sobotniego treningu, będących często rodzajem rozgrzewki przed kwalifikacjami i sprawdzenia rzeczywistych osiągów samochodu przed decydującymi fazami wyścigowego weekendu.

## Kwalifikacje
Pierwsza w sezonie 2017 sesja kwalifikacyjna odbyła się na w pełni suchym torze, w warunkach umiarkowanego zachmurzenia. Podczas pierwszego segmentu rywalizacji najszybszy okazał się Lewis Hamilton, który skorzystał z ultramiękkiego kompletu opon. Ferrari podeszło do kwalifikacji nieco bardziej ryzykownie, wypuszczając Sebastiana Vettela w Q1 na supermiękkim ogumieniu. Nie przeszkodziło to jednak Niemcowi w zakwalifikowaniu się do dalszych zmagań tamtego popołudnia. Mniej szczęścia miała piątka kierowców sklasyfikowana na pozycjach 16.-20., która została wyeliminowana już po pierwszych osiemnastu minutach sesji. Wśród niej znaleźli się Jolyon Palmer, Lance Stroll, Stoffel Vandoorne, Kevin Magnussen i Antonio Giovinazzi. Ten ostatni miał sporą szansę na wykręcenie dobrego rezultatu podczas swojego ostatniego pomiarowego okrążenia, ale w przedostatnim zakręcie zblokował nieco swoje hamulce, wyjeżdżając poza tor i ostatecznie rezygnując z ukończenia swojej rundy.
Sesja Q2 ponownie nie odkryła wszystkich kart co do rzeczywistego tempa czołowych zespołów – Lewis Hamilton uzyskał dopiero czwarty wynik, podczas gdy kierowcy Ferrari stracili niespełna 0,2 do najlepszego podczas 15-minutowej fazy kwalifikacji Valtteriego Bottasa. Walka o awans do finałowej części walki o Pole Position trwała do ostatnich sekund Q2, a toczyli ją m.in. obaj kierowcy Scuderii Toro Rosso, Romain Grosjean oraz Sergio Pérez z Force India. Temu ostatniemu nie udała się sztuka awansu do Q3, a jego los podzielili również Nico Hülkenberg, Fernando Alonso, Esteban Ocon i Marcus Ericsson.

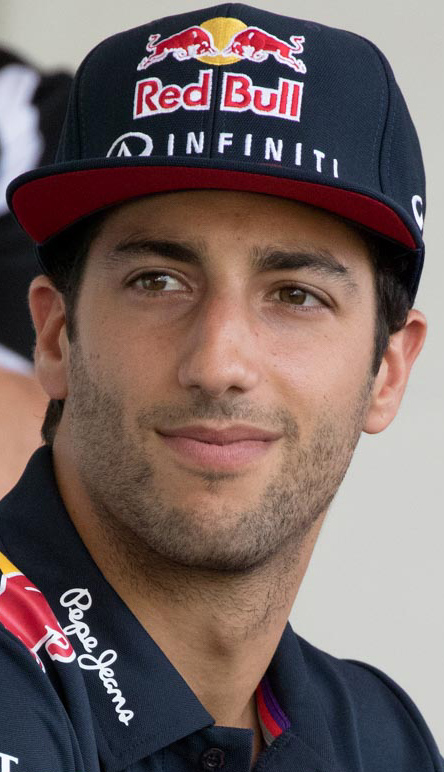
W wyniku wymiany skrzyni biegów, Daniel Ricciardo był zmuszony do startu z odległej pozycji

Podczas wyjazdowego okrążenia tuż po rozpoczęciu decydującego segmentu kwalifikacji, Kimi Räikkönen poinformował swojego inżyniera o drobnych kroplach deszczu, które zaobserwował w trakcie przygotowywania się do swojego pomiarowego „kółka”. Radary zamieszczone wokół toru nie zapowiadały jednak opadów, które mogłyby mieć jakikolwiek wpływ na sobotnią rywalizację i – jak się później okazało – tor pozostał suchy do końca zmagań. Po pierwszej serii przejazdów na czele tabeli znajdował się 3-krotny mistrz świata, Lewis Hamilton, wyprzedzający Sebastiana Vettela i Valtteriego Bottasa. Gdy kierowcy wyruszyli na ostatni tamtego dnia przejazd po torze Albert Park, Daniel Ricciardo z ekipy Red Bull Racing wypadł z toru na okrążeniu rozgrzewkowym i uszkodził swój samochód na tyle poważnie, że jego usunięcie wymagało wywieszenia kolejnej tamtego weekendu czerwonej flagi. Po powrocie do ścigania swój czas poprawiła cała czołówka, jednak nie wpłynęło to na pozycje zajmowane w klasyfikacji z rezultatami. Pole position wywalczył Hamilton, który wyprzedził Vettela, Bottasa i Raikkonena. Ricciardo ze względu na potrzebę wymiany skrzyni biegów w uszkodzonym Red Bullu RB13 otrzymał karę przesunięcia o 5 pozycji na starcie do niedzielnego wyścigu.

## Wyścig
Niedziela przywitała kierowców Formuły 1 słoneczną pogodą, co było zapowiedzią siódmego już z rzędu wyścigu o Grand Prix Australii rozegranego na suchej nawierzchni. Jeszcze przed rozpoczęciem walki na torze, mający startować z 15. pola Daniel Ricciardo zatrzymał się w drodze na pola startowe, co zmusiło go do powrotu do garażu i walki o uporanie się z usterką, co umożliwiłoby mu start z alei serwisowej. Start wyścigu również nie odbył się bez przeszkód – procedura została minimalnie opóźniona ze względu na zarządzenie dodatkowego okrążenia formującego, które było skutkiem włączenia przez jednego z porządkowych światła ostrzegawczego, sygnalizującego problemy na starcie z jednym z samochodów.
Gdy kierowcy po raz kolejny ustawili się na starcie i Charlie Whiting zapalił właściwe światła rozpoczynające wyścig, po ich zgaśnięciu Lewis Hamilton nie miał problemów z obronieniem pozycji lidera. Brytyjczyk jako lider wszedł w pierwszy zakręt, a tuż za nim Sebastian Vettel, który na pierwszy metrach musiał niespodziewanie odpierać ataki Valtteriego Bottasa. Z czasem jednak Niemiec zaczął oddalać się od Fina i zażegnał niebiezpieczeństwo ze strony byłego kierowcy ekipy Williams. Z powodu usterek z dalszą rywalizacją szybko musieli się pożegnać startujący z szóstego pola Romain Grosjean oraz Jolyon Palmer, który od początku wyścigu miał problemy z hamulcami w swoim bolidzie Renault. Po kilku okrążeniach na torze pojawił się także Daniel Ricciardo, jednak jego występ również zakończył się przedwcześnie, ze względu na zupełnie inną awarię, która dopadła go w trakcie wyścigu.

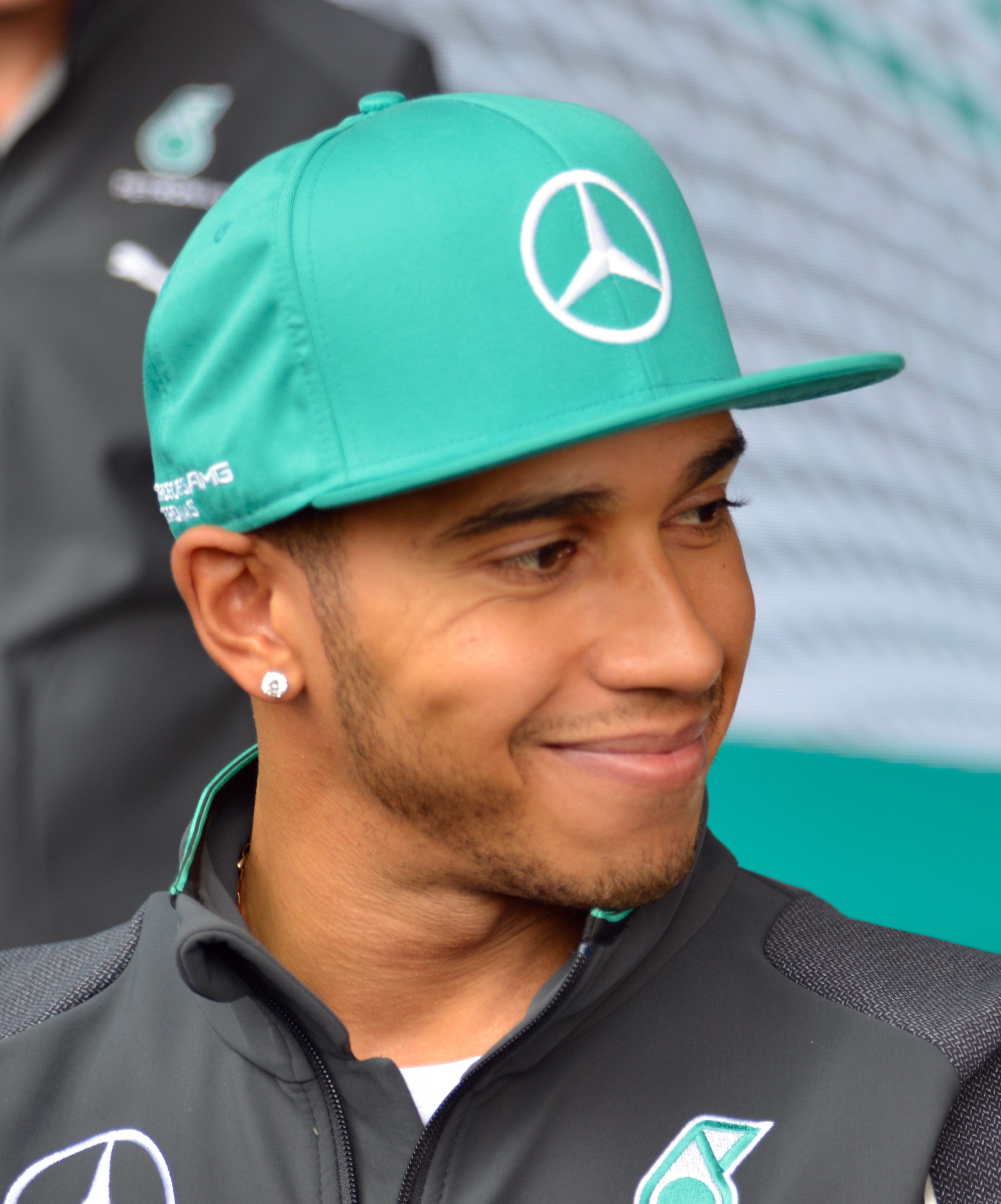
Lewis Hamilton po raz siódmy stanął na podium w Australii

Na czele wyścigu Lewis Hamilton nie był w stanie uciec na bezpieczną odległość Sebastianowi Vettelowi, przez co na 17. okrążeniu zjechał on na swój pierwszy i ostatni postój w pit-stopie, zmieniając opony na te wykonane z miękkiej mieszanki. Brytyjczyk nie miał jednak szczęścia i po opuszczeniu strefy serwisowej znalazł się tuż za plecami Maxa Verstappena, który skutecznie blokował go przez kilka następnych okrążeń. Gdy Vettel zjechał do boksu, a jego mechanicy uporali się ze zmianą kół szybciej niż załoga Mercedesa, fakt problemów Hamiltona z wyprzedzeniem Holendra zapowiadał, że kierowca Ferrari może powrócić na tor jako lider Grand Prix Australii. Dokładnie tak też się stało i 4-krotny mistrz świata mając przed sobą pusty tor ruszył po 43. zwycięstwo w swojej karierze. Do ostatnich okrążeń trwała walka o pozycje także w środku stawki – Esteban Ocon na sześć okrążeń przed końcem wyścigu wyprzedził po efektywnym manewrze Fernando Alonso, a Carlos Sainz do samego końca mocno naciskał Sergio Pereza w batalii o 7. miejsce. Wyścig wygrał Sebastian Vettel, powracając na fotel lidera klasyfikacji generalnej po niemal 3,5 roku przerwy. Drugi na mecie zjawił się Lewis Hamilton, a podium uzupełnił Valtteri Bottas.

## Lista startowa
Źródło: Wyprzedź Mnie!
| Nr | Kierowca           | Zespół                           | Samochód                      | Silnik                | Opony |
| -- | ------------------ | -------------------------------- | ----------------------------- | --------------------- | ----- |
| 2  | Stoffel Vandoorne  | McLaren Honda Formula 1 Team     | McLaren MCL32                 | Honda RA617H 1.6T V6  | P     |
| 3  | Daniel Ricciardo   | Red Bull Racing                  | Red Bull RB13                 | TAG Heuer 1.6T V6     | P     |
| 5  | Sebastian Vettel   | Scuderia Ferrari                 | Ferrari SF70H                 | Ferrari 062 1.6T V6   | P     |
| 7  | Kimi Räikkönen     | Scuderia Ferrari                 | Ferrari SF70H                 | Ferrari 062 1.6T V6   | P     |
| 8  | Romain Grosjean    | Haas F1 Team                     | Haas VF-17                    | Ferrari 062 1.6T V6   | P     |
| 9  | Marcus Ericsson    | Sauber F1 Team                   | Sauber C36                    | Ferrari 059/5 1.6T V6 | P     |
| 11 | Sergio Pérez       | Sahara Force India F1 Team       | Force India VJM10             | Mercedes 1.6T V6      | P     |
| 14 | Fernando Alonso    | McLaren Honda Formula 1 Team     | McLaren MCL32                 | Honda RA617H 1.6T V6  | P     |
| 18 | Lance Stroll       | Williams Martini Racing          | Williams FW40                 | Mercedes 1.6T V6      | P     |
| 19 | Felipe Massa       | Williams Martini Racing          | Williams FW40                 | Mercedes 1.6T V6      | P     |
| 20 | Kevin Magnussen    | Haas F1 Team                     | Haas VF-17                    | Ferrari 059/5 1.6T V6 | P     |
| 26 | Daniił Kwiat       | Scuderia Toro Rosso              | Toro Rosso STR12              | Renault 1.6T V6       | P     |
| 27 | Nico Hülkenberg    | Renault Sport Formula One Team   | Renault R.S.17                | Renault 1.6T V6       | P     |
| 30 | Jolyon Palmer      | Renault Sport Formula One Team   | Renault R.S.16                | Renault 1.6T V6       | P     |
| 31 | Esteban Ocon       | Sahara Force India F1 Team       | Force India VJM10             | Mercedes 1.6T V6      | P     |
| 33 | Max Verstappen     | Red Bull Racing                  | Red Bull RB13                 | TAG Heuer 1.6T V6     | P     |
| 36 | Antonio Giovinazzi | Sauber F1 Team                   | Sauber C36                    | Ferrari 059/5 1.6T V6 | P     |
| 44 | Lewis Hamilton     | Mercedes AMG Petronas Motorsport | Mercedes AMG F1 W08 EQ Power+ | Mercedes 1.6T V6      | P     |
| 55 | Carlos Sainz Jr.   | Scuderia Toro Rosso              | Toro Rosso STR12              | Renault 1.6T V6       | P     |
| 77 | Valtteri Bottas    | Mercedes AMG Petronas Motorsport | Mercedes AMG F1 W08 EQ Power+ | Mercedes 1.6T V6      | P     |
| 94 | Pascal Wehrlein    | Sauber F1 Team                   | Sauber C36                    | Ferrari 059/5 1.6T V6 | P     |
| Nr | Kierowca           | Zespół                           | Samochód                      | Silnik                | Opony |

## Wyniki

### Sesje treningowe
Źródło: Wyprzedź Mnie!
| Sesja | Nr | Kierowca         | Konstruktor | Czas     | Okr. |
| ----- | -- | ---------------- | ----------- | -------- | ---- |
| 1     | 44 | Lewis Hamilton   | Mercedes    | 1:24,220 | 22   |
| 2     | 44 | Lewis Hamilton   | Mercedes    | 1:23,620 | 34   |
| 3     | 5  | Sebastian Vettel | Ferrari     | 1:23,380 | 12   |

### Kwalifikacje
Źródło: Wyprzedź Mnie!
| Poz. | Nr | Kierowca           | Konstruktor          | Q1       | Q2       | Q3       | Poz. s. |
| --- | --- | ------------------ | -------------------- | -------- | -------- | -------- | ------- |
| 1 | 44 | Lewis Hamilton     | Mercedes             | 1:24,191 | 1:23,251 | 1:22,188 | 1       |
| 2 | 5 | Sebastian Vettel   | Ferrari              | 1:25,210 | 1:23,401 | 1:22,456 | 2       |
| 3 | 77 | Valtteri Bottas    | Mercedes             | 1:24,514 | 1:23,215 | 1:22,481 | 3       |
| 4 | 7 | Kimi Räikkönen     | Ferrari              | 1:24,352 | 1:23,376 | 1:23,033 | 4       |
| 5 | 33 | Max Verstappen     | Red Bull–TAG Heuer   | 1:24,482 | 1:24,092 | 1:23,485 | 5       |
| 6 | 8 | Romain Grosjean    | Haas–Ferrari         | 1:25,419 | 1:24,718 | 1:24,074 | 6       |
| 7 | 19 | Felipe Massa       | Williams–Mercedes    | 1:25,099 | 1:24,597 | 1:24,443 | 7       |
| 8 | 55 | Carlos Sainz Jr.   | Toro Rosso           | 1:25,542 | 1:24,997 | 1:24,487 | 8       |
| 9 | 26 | Daniił Kwiat       | Toro Rosso           | 1:25,970 | 1:24,864 | 1:24,512 | 9       |
| 10 | 3 | Daniel Ricciardo   | Red Bull–TAG Heuer   | 1:25,383 | 1:23,989 | –        | 15      |
| 11 | 11 | Sergio Pérez       | Force India–Mercedes | 1:25,064 | 1:25,081 | –        | 10      |
| 12 | 27 | Nico Hülkenberg    | Renault              | 1:24,975 | 1:25,091 | –        | 11      |
| 13 | 14 | Fernando Alonso    | McLaren–Honda        | 1:25,872 | 1:25,425 | –        | 12      |
| 14 | 31 | Esteban Ocon       | Force India–Mercedes | 1:26,009 | 1:25,568 | –        | 13      |
| 15 | 9 | Marcus Ericsson    | Sauber–Ferrari       | 1:26,236 | 1:26,465 | –        | 14      |
| 16 | 36 | Antonio Giovinazzi | Sauber–Ferrari       | 1:26,419 | –        | –        | 15      |
| 17 | 20 | Kevin Magnussen    | Haas–Ferrari         | 1:26,847 | –        | –        | 17      |
| 18 | 2 | Stoffel Vandoorne  | McLaren–Honda        | 1:26,858 | –        | –        | 18      |
| 19 | 18 | Lance Stroll       | Williams–Mercedes    | 1:27,143 | –        | –        | 20      |
| 20 | 30 | Jolyon Palmer      | Renault              | 1:28,244 | –        | –        | 19      |
| Poz. | Nr | Kierowca           | Konstruktor          | Q1       | Q2       | Q3       | Poz. s. |
| \| Legenda \| Legenda \| \| ------------------------ \| ---------------------------------------------------------------------------------------------------------------------------------------------------------------------------------------------------------------------------------------------------------------- \| \| Poz. Nr Q1 Q2 Q3 Poz. s. \| Pozycja zajęta w sesji kwalifikacyjnej Numer startowy kierowcy Wynik uzyskany w pierwszej części kwalifikacji Wynik uzyskany w drugiej części kwalifikacji Wynik uzyskany w trzeciej części kwalifikacji Pozycja startowa po uwzględnięniu kar, przesunięć, itp. \| | |                    |                      |          |          |          |         |
| Legenda | |                    |                      |          |          |          |         |
| Poz. Nr Q1 Q2 Q3 Poz. s. | Pozycja zajęta w sesji kwalifikacyjnej Numer startowy kierowcy Wynik uzyskany w pierwszej części kwalifikacji Wynik uzyskany w drugiej części kwalifikacji Wynik uzyskany w trzeciej części kwalifikacji Pozycja startowa po uwzględnięniu kar, przesunięć, itp. |                    |                      |          |          |          |         |

### Wyścig
Źródło: Wyprzedź Mnie!
| P                 | + / –     | Nr | Kierowca           | Konstruktor          | Okr. | Czas / Strata | Komentarz                    |
| ----------------- | --------- | -- | ------------------ | -------------------- | ---- | ------------- | ---------------------------- |
| 1                 | 1         | 5  | Sebastian Vettel   | Ferrari              | 57   | 1:24:11,672   |                              |
| 2                 | 1         | 44 | Lewis Hamilton     | Mercedes             | 57   | +0:09,975     |                              |
| 3                 | Bez zmian | 77 | Valtteri Bottas    | Mercedes             | 57   | +0:11,250     |                              |
| 4                 | Bez zmian | 7  | Kimi Räikkönen     | Ferrari              | 57   | +0:22,393     |                              |
| 5                 | Bez zmian | 33 | Max Verstappen     | Red Bull–TAG Heuer   | 57   | +0:28,827     |                              |
| 6                 | 1         | 19 | Felipe Massa       | Williams–Mercedes    | 57   | +1:23,386     |                              |
| 7                 | 3         | 11 | Sergio Pérez       | Force India–Mercedes | 56   | +1 okr.       |                              |
| 8                 | Bez zmian | 55 | Carlos Sainz Jr.   | Toro Rosso           | 56   | +1 okr.       |                              |
| 9                 | Bez zmian | 26 | Daniił Kwiat       | Toro Rosso           | 56   | +1 okr.       |                              |
| 10                | 3         | 31 | Esteban Ocon       | Force India–Mercedes | 56   | +1 okr.       |                              |
| 11                | Bez zmian | 27 | Nico Hülkenberg    | Renault              | 56   | +1 okr.       |                              |
| 12                | 4         | 36 | Antonio Giovinazzi | Sauber–Ferrari       | 55   | +2 okr.       |                              |
| 13                | 5         | 2  | Stoffel Vandoorne  | McLaren–Honda        | 55   | +2 okr.       |                              |
| Niesklasyfikowani |           |    |                    |                      |      |               |                              |
|                   |           | 14 | Fernando Alonso    | McLaren–Honda        | 50   | +7 okr.       | awaria zawieszenia           |
|                   |           | 20 | Kevin Magnussen    | Haas–Ferrari         | 46   | +11 okr.      | awaria zawieszenia           |
|                   |           | 18 | Lance Stroll       | Williams–Mercedes    | 40   | +17 okr.      | awaria hamulców              |
|                   |           | 3  | Daniel Ricciardo   | Red Bull–TAG Heuer   | 25   | +32 okr.      | awaria jednostki napędowej   |
|                   |           | 9  | Marcus Ericsson    | Sauber–Ferrari       | 21   | +36 okr.      | kolizja – usterka hydrauliki |
|                   |           | 30 | Jolyon Palmer      | Renault              | 15   | +42 okr.      | awaria hamulców              |
|                   |           | 8  | Romain Grosjean    | Haas–Ferrari         | 13   | +44 okr.      | wyciek wody                  |
| P                 | + / –     | Nr | Kierowca           | Konstruktor          | Okr. | Czas / Strata | Komentarz                    |

### Najszybsze okrążenie
Źródło: Wyprzedź Mnie!
| Nr | Kierowca       | Konstruktor | Czas     | Okr. |
| -- | -------------- | ----------- | -------- | ---- |
| 7  | Kimi Räikkönen | Ferrari     | 1:26,538 | 56   |

## Prowadzenie w wyścigu
Źródło: Racing–Reference.info
| Nr                              | Kierowca         | Okrążenia    | Suma |
| ------------------------------- | ---------------- | ------------ | ---- |
| 5                               | Sebastian Vettel | 16-22, 25-57 | 38   |
| 44                              | Lewis Hamilton   | 1-16         | 16   |
| 77                              | Valtteri Bottas  | 22-24        | 2    |
| 7                               | Kimi Räikkönen   | 24-25        | 1    |
| \| Wykres \| \| ------ \| \| \| |                  |              |      |
| Wykres                          |                  |              |      |
|                                 |                  |              |      |

## Klasyfikacja po zakończeniu wyścigu

### Kierowcy
| P                 | +/− | Kierowca           | Starty | Punkty | P1 | P2 | P3 | PP | NO | NS |
| ----------------- | --- | ------------------ | ------ | ------ | -- | -- | -- | -- | -- | -- |
| 1                 | N   | Sebastian Vettel   | 1      | 25     | 1  | –  | –  | –  | –  | –  |
| 2                 | N   | Lewis Hamilton     | 1      | 18     | –  | 1  | –  | 1  | –  | –  |
| 3                 | N   | Valtteri Bottas    | 1      | 15     | –  | –  | 1  | –  | –  | –  |
| 4                 | N   | Kimi Räikkönen     | 1      | 12     | –  | –  | –  | –  | 1  | –  |
| 5                 | N   | Max Verstappen     | 1      | 10     | –  | –  | –  | –  | –  | –  |
| 6                 | N   | Felipe Massa       | 1      | 8      | –  | –  | –  | –  | –  | –  |
| 7                 | N   | Sergio Pérez       | 1      | 6      | –  | –  | –  | –  | –  | –  |
| 8                 | N   | Carlos Sainz Jr.   | 1      | 4      | –  | –  | –  | –  | –  | –  |
| 9                 | N   | Daniił Kwiat       | 1      | 2      | –  | –  | –  | –  | –  | –  |
| 10                | N   | Esteban Ocon       | 1      | 1      | –  | –  | –  | –  | –  | –  |
| 11                | N   | Nico Hülkenberg    | 1      | 0      | –  | –  | –  | –  | –  | –  |
| 12                | N   | Antonio Giovinazzi | 1      | 0      | –  | –  | –  | –  | –  | –  |
| 13                | N   | Stoffel Vandoorne  | 1      | 0      | –  | –  | –  | –  | –  | –  |
| Niesklasyfikowani |     |                    |        |        |    |    |    |    |    |    |
|                   |     | Lance Stroll       | 1      | –      | –  | –  | –  | –  | –  | 1  |
|                   |     | Kevin Magnussen    | 1      | –      | –  | –  | –  | –  | –  | 1  |
|                   |     | Fernando Alonso    | 1      | –      | –  | –  | –  | –  | –  | 1  |
|                   |     | Daniel Ricciardo   | 1      | –      | –  | –  | –  | –  | –  | 1  |
|                   |     | Marcus Ericsson    | 1      | –      | –  | –  | –  | –  | –  | 1  |
|                   |     | Jolyon Palmer      | 1      | –      | –  | –  | –  | –  | –  | 1  |
|                   |     | Romain Grosjean    | 1      | –      | –  | –  | –  | –  | –  | 1  |
| P                 | +/− | Kierowca           | Starty | Punkty | P1 | P2 | P3 | PP | NO | NS |

### Konstruktorzy
| P                 | +/− | Konstruktor               | Starty | Punkty | P1 | P2 | P3 | PP | NO | NS |
| ----------------- | --- | ------------------------- | ------ | ------ | -- | -- | -- | -- | -- | -- |
| 1                 | N   | Ferrari                   | 2      | 37     | 1  | –  | –  | –  | 2  | –  |
| 2                 | N   | Mercedes                  | 2      | 33     | –  | 1  | 1  | 2  | –  | –  |
| 3                 | N   | Red Bull Racing TAG Heuer | 2      | 10     | –  | –  | –  | –  | –  | 1  |
| 4                 | N   | Williams Mercedes         | 2      | 8      | –  | –  | –  | –  | –  | 1  |
| 5                 | N   | Force India Mercedes      | 2      | 7      | –  | –  | –  | –  | –  | –  |
| 6                 | N   | Toro Rosso                | 2      | 6      | –  | –  | –  | –  | –  | –  |
| 7                 | N   | Renault                   | 2      | 0      | –  | –  | –  | –  | –  | 1  |
| 8                 | N   | Sauber Ferrari            | 2      | 0      | –  | –  | –  | –  | –  | 1  |
| 9                 | N   | McLaren Honda             | 2      | 0      | –  | –  | –  | –  | –  | 1  |
| Niesklasyfikowani |     |                           |        |        |    |    |    |    |    |    |
|                   |     | Haas Ferrari              | 2      | –      | –  | –  | –  | –  | –  | 2  |
| P                 | +/− | Kierowca                  | Starty | Punkty | P1 | P2 | P3 | PP | NO | NS |